# فيل هيوز (لاعب كرة قاعدة)
فيل هيوز (بالإنجليزية: Phil Hughes)‏ (و. 1986  م) هو لاعب كرة قاعدة من الولايات المتحدة، ولد في ميسيون فيجو، أورانج، كاليفورنيا، يلعب كمرسل الكرة ‏.

## روابط خارجية
- فيل هيوز على موقع دوري كرة القاعدة الرئيسي (الإنجليزية)
- فيل هيوز على موقعبيزبول رفرنس.كوم (الدوري الرئيسي) (الإنجليزية)
- فيل هيوز على موقعبيزبول رفرنس.كوم (الدوري الثانوي) (الإنجليزية)
- فيل هيوز على موقع إي إس بي إن.كوم (أم.أل.بي) (الإنجليزية)
- فيل هيوز على موقع مشجعي الرسوم البيانية (الإنجليزية)